# Río Gui
El río Gui (en chino simplificado, 桂江; pinyin, Guì Jiāng) es un río en la Región Autónoma Zhuang de Guangxi de China, afluente del río Xi. Se forma en Pingle por la confluencia del río Li y el río Lipu y fluye hacia el sureste, fusionándose con el río Xun para formar el Xi en la ciudad de Wuzhou.
Tiene una longitud de 426 kilómetros y su cuenca abarca 18.200 kilómetros cuadrados. Su descarga alcanza los 767 m³/s.